# المهق عند البشر
المهق أو الابيضاض هو اضطراب خلقي يتميز عند البشر بالغياب الكامل أو الجزئي للتصبغ في الجلد والشعر والعينين. والمهق يرتبط بعدد من عيوب الرؤية، مثل رهاب الضوء، الرأرأة، والغمش. إن نقص تصبغ الجلد لدى المصابين بالمهق يجعلهم أكثر عرضة لحروق الشمس وسرطان الجلد. في حالات نادرة مثل متلازمة شدياق-هيغاشي، قد يكون المهق مصحوبًا بنقص في نقل خلايا الميلانين. يؤثر هذا أيضًا على الخلايا الأساسية الموجودة في الخلايا المناعية مما يؤدي إلى زيادة القابلية للعدوى.
المهق ناتج عن وراثة الأليلات الجينية المتنحية ومعروف أنه يؤثر على جميع الفقاريات، بما في ذلك البشر. ويرجع ذلك إلى غياب أو عيب التيروزيناز، وهو إنزيم يحتوي على النحاس يشارك في إنتاج الميلانين. إنه عكس الميلانينية. على عكس البشر، تحتوي الحيوانات الأخرى على أصباغ متعددة، ولهذا، يعتبر المهق حالة وراثية تتميز بغياب الميلانين على وجه الخصوص، في العين أو الجلد أو الشعر أو القشور أو الريش أو البشرة. في حين يسمى الكائن الحي مع غياب كامل للميلانين، أي كائن حي لديه كمية ميلانين منخفضة يوصف بأنه البينو. المصطلح مأخوذ من ألبوس اللاتينية، وتعني«أبيض».

## العلامات والأعراض

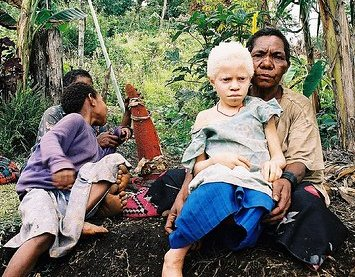
فتاة مصابة بالمهق من بابوا غينيا الجديدة

هناك نوعان رئيسيان من المهق هما: العيني الجلدي، الذي يؤثر على العينين والجلد والشعر، والمهق العيني وهو يؤثر على العينين فقط.
هناك أنواع مختلفة من المهق العيني الجلدي اعتمادًا على الجين الذي خضع للتحول أو التغير أو التطفر (طفرة وراثية). البعض ليس لديه صباغ على الإطلاق. والنوع الآخر من طيف المهق هو «شكل من أشكال المهق يسمى المهق الجلدي، والذي عادة ما يصيب الأشخاص ذوي البشرة الداكنة».
وفقًا للمنظمة الوطنية للمهق ونقص التصبغ، «في المهق العيني، قد يختلف لون قزحية العين من الأزرق إلى الأخضر أو حتى البني، وأحيانًا يغمق مع تقدم العمر. ومع ذلك، عندما يفحص طبيب العيون العين عن طريق تسليط ضوء من جانب العين، يعود الضوء مرة أخرى عبر القزحية نظرًا لوجود القليل من التصبغ.»
لأن الأفراد المصابين بالمهق لديهم جلد يفتقر تمامًا إلى الميلانين الداكن، الذي يساعد على حماية الجلد من أشعة الشمس فوق البنفسجية، يمكن أن يحرق جلدهم بسهولة أكبر.
تنتج العين البشرية عادة صبغة كافية لتلوين القزحية بالألوان الزرقاء أو الخضراء أو البنية وإضفاء التعتيم على العين. في الصور الفوتوغرافية، من المرجح أن يظهر على الأشخاص المصابون بالمهق «العين الحمراء»، بسبب احمرار شبكية العين في القزحية. يؤدي نقص الصبغة في العين أيضًا إلى مشاكل في الرؤية مرتبطة بالحساسية الضوئية وغيرها.
المصابون بالمهق عمومًا يتمتعون بصحة جيدة مثل بقية السكان، مع حدوث النمو والتطور كالمعتاد، المهق في حد ذاته لا يسبب الوفاة، إلّا أن عدم وجود صبغة تحمي من الأشعة فوق البنفسجية وخطر الإصابة بسرطان الجلد ومشاكل أخرى قد تسبب الوفاة.

### مشاكل بصرية

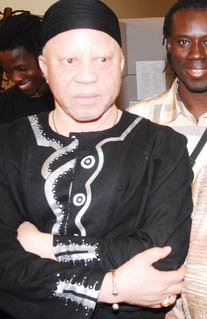
المغني المالي ماندينكا ساليف كيتا المصاب بالمهق

يعتمد تطوير النظام البصري بشكل كبير على وجود الميلانين. لهذا السبب، قد يؤدي نقص أو عدم وجود هذا الصباغ في الأشخاص المصابين بالمهق إلى:
- التصالب وهو شذوذ في ألياف العصب البصري[8]
- رهاب الضوء وانخفاض حدة البصر بسبب تشتت الضوء داخل العين (محيط العين)[10] يكون رهاب الضوء على وجه التحديد عندما يدخل الضوء إلى العين، بدون قيود - بقوة كاملة. إنه مؤلم ويسبب حساسية شديدة للضوء.[11]
- انخفاض حدة البصر بسبب نقص تنسج النفق وربما تلف الشبكية الناجم عن حساسية الضوء.

تشمل مشاكل العين الشائعة في المهق ما يلي:
- رأرأة، حركة سريعة غير منتظمة للعينين ذهابًا وإيابًا، أو بحركة دائرية.[8]
- الحول، انخفاض حدة إحدى العينين أو كلتيهما.
- نقص تنسج العصب البصري، ضعف العصب البصري.

التطور غير السليم لظهارة صبغة الشبكية (RPE)، التي تمتص في العين العادية معظم ضوء الشمس المنعكس، يزيد من التوهج بسبب تشتت الضوء داخل العين. تؤدي الحساسية الناتجة (رهاب الضوء) عمومًا إلى عدم الراحة عند وجود الضوء الساطع، ولكن يمكن تقليل ذلك باستخدام النظارات الشمسية أو القبعات ذات الحواف.

## علم الوراثة
المهق الجلدي الجلدي عادة ما يكون نتيجة التوريث البيولوجي للأليلات المتنحية وراثيا (الجينات) التي تنتقل من كلا الوالدين لفرد مثل OCA1 و OCA2. قد تؤدي الطفرة في الجين البشري TRP-1 إلى إلغاء تنظيم إنزيمات التيروزينيز في الخلايا الصباغية، وهو تغيير مفترض لتعزيز توليف الميلانين البني مقابل الأسود، مما يؤدي إلى نمط وراثي ثالث للمهق الجلدي الجلدي (OCA). بعض الأشكال النادرة موروثة من والد واحد فقط. هناك طفرات جينية أخرى ثبت ارتباطها بالمهق. ومع ذلك، تؤدي جميع التعديلات إلى تغيرات في إنتاج الميلانين في الجسم. يرتبط بعض هذه الأدوية بزيادة خطر الإصابة بسرطان الجلد.
احتمال توريث نسل المهق الناتج عن اقتران كائن حي بالمهق وآخر بدون المهق ضعيف. ومع ذلك، نظرًا لأن الكائنات الحية (بما في ذلك البشر) يمكن أن تكون حاملة لجينات المهق دون إظهار أي سمات، يمكن أن ينتج النسل المهق من قبل والدين غير أمهقين أيضا. المهق يحدث عادة بتردد متساوي بين الجنسين. المهق العيني هو استثناء لذلك، والذي ينتقل إلى الأبناء من خلال التوريث المرتبط بـ X. وبالتالي، فإن المهق العيني يحدث بشكل أكثر تواتراً عند الذكور لأن لديهم كروموسوم X و Y واحد، على عكس الإناث، التي تتميز جيناتها ب X  فقط.
هناك نوعان مختلفان من المهق: يُعرف النقص الجزئي للميلانين باسم hypomelanism، أو hypomelanosis، ويعرف الغياب الكلي للميلانين باسم amelanism أو amelanosis.

### إنزيم
عيب الإنزيم المسؤول عن المهق من نوع OCA1 هو التيروزين 3-أحادي الأكسجين (التيروزينيز)، الذي يصنع الميلانين من حمض التيروزين الأميني.

### نظريات تطورية
يقترح أن شبيه البشر المبكر قد تطور في شرق إفريقيا منذ حوالي 3 ملايين سنة. يُفترض أن التغير في النمط الظاهري من الرئيسيات إلى شبيه البشر المسمى «هومين» المبكر قد تضمن فقدانًا شديدًا لشعر الجسم - باستثناء المناطق الأكثر تعرضًا للأشعة فوق البنفسجية، مثل الرأس - للسماح بتنظيم حراري أكثر كفاءة في أوائل الصيادين. 
من المحتمل أن يكون الجلد الذي كان سيكشف عن فقدان شعر الجسم في هذه الحيوانات المبكرة غير مصطبغ، مما يعكس الجلد الشاحب الكامن وراء شعر أقارب الشمبانزي. كان يمكن أن يمنح هذا ميزة إيجابية للكائنات الشبيهة بالإنسان في وقت مبكر التي تقطن في القارة الأفريقية والتي كانت قادرة على إنتاج الجلد الداكن - بمرور الوقت، قد تكون الميزة الممنوحة لأولئك ذوي البشرة الداكنة قد أدت إلى انتشار البشرة الداكنة في القارة. ومع ذلك، كان يجب أن تكون الميزة الإيجابية قوية بما يكفي لإنتاج لياقة تناسلية أعلى بشكل ملحوظ في أولئك الذين ينتجون المزيد من الميلانين. 
سبب الضغط الانتقائي القوي بما يكفي لإحداث هذا التحول هو مثار كثير من الجدل. تتضمن بعض الفرضيات وجود لياقة تناسلية أقل بشكل ملحوظ في الأشخاص الذين يعانون من انخفاض نسبة الميلانين بسبب سرطان الجلد المميت، وأمراض الكلى القاتلة بسبب تكوين فيتامين د الزائد في جلد الأشخاص ذوي الميلانين الأقل، أو ببساطة الانتقاء الطبيعي بسبب تفضيل الاختيار الجنسي.
عند مقارنة انتشار المهق في أفريقيا بانتشاره في أجزاء أخرى من العالم، مثل أوروبا والولايات المتحدة، قد لا تكون الآثار التطورية المحتملة لسرطان الجلد كقوة انتقائية بسبب أن تأثيره على هؤلاء السكان غير ذات أهمية. ثم إنه، سيكون هناك قوى انتقائية أقوى تعمل على السكان البيض في أفريقيا من السكان البيض في أوروبا والولايات المتحدة.
في دراستين منفصلتين في نيجيريا، تم العثور على الأشخاص المصابين بالمهق في سن تكاثر مهم في كثير من الأحيان. وجدت إحدى الدراسات أن 89% من الأشخاص المصابين بالمهق تتراوح أعمارهم بين 0 و 30 عامًا، بينما وجدت الدراسة الأخرى أن 77% من المصابين بالمهق أقل من 20 عامًا.

## التشخيص
يمكن أن يؤكد الاختبار الجيني وجود المهق ونوعه، لكنه لا يقدم أي فوائد طبية، إلا في حالة الاضطرابات الغير OCA. تتسبب مثل هذه الاضطرابات في مشاكل طبية أخرى مقترنة بالمهق، ويمكن علاجها. 
الاختبارات الجينية متاحة حاليًا للآباء الذين يرغبون في معرفة ما إذا كانوا حاملين للمهق. يتضمن تشخيص المهق فحص عيني الشخص وبشرته وشعوره. يمكن أن يساعد تحليل الأنساب أيضًا.

## العلاج
نظرًا لعدم وجود علاج للمهق، تتم إدارته من خلال تعديلات نمط الحياة. يحتاج الأشخاص المصابون بالمهق إلى الحرص على عدم الإصابة بحروق الشمس ويجب أن يخضعوا لفحوصات جلدية صحية منتظمة من قبل طبيب الأمراض الجلدية.
بالنسبة للجزء الأكبر، يتكون علاج أمراض العيون من إعادة التأهيل البصري. يمكن إجراء جراحة للعضلات خارج العين لتقليل الحول. يمكن أيضًا إجراء جراحة التخميد لعلاج الرأرأة، لتقليل «اهتزاز» العينين ذهابًا وإيابًا. تختلف فعالية كل هذه الإجراءات بشكل كبير وتعتمد على الظروف الفردية.
يمكن للنظارات ومساعدات الرؤية الضعيفة ومصابيح القراءة الساطعة أن تساعد الأفراد المصابين بالمهق. بعض الناس المصابين بالمهق لم يتحسنوا باستخدام النظارات الثنائية (مع عدسة القراءة القوية) ونظارات القرائة الطبية والأجهزة المحمولة مثل العدسات المكبرة أو الأجهزة التي يمكن ارتداؤها مثل eSight و Brainport.
قد تؤدي الحالة إلى تطور غير طبيعي للعصب البصري وضوء الشمس وقد تتلف شبكية العين حيث لا تستطيع القزحية تصفية الضوء الزائد بسبب نقص التصبغ. يمكن التخفيف من رهاب الضوء باستخدام النظارات الشمسية التي تقوم بتصفية الأشعة فوق البنفسجية. يستخدم البعض النظارات الحيوية، والنظارات التي تحتوي على تلسكوبات صغيرة مثبتة على عدساتها العادية أو داخلها أو خلفها، حتى يتمكنوا من النظر من خلال العدسة العادية أو التلسكوب. تستخدم التصميمات الأحدث من التقنيات الحيوية عدسات خفيفة الوزن أصغر. تسمح بعض الولايات الأمريكية باستخدام المقاريب البيوتية في قيادة السيارات.
هناك عدد من مجموعات الدعم الوطنية في جميع أنحاء العالم التي هي تحت مظلة تحالف المهق العالمي.

## علم الأوبئة
المهق يصيب الناس من جميع الخلفيات العرقية؛ ويقدر انتشاره في جميع أنحاء العالم بحوالي واحد من كل 17000 شخص. يختلف انتشار الأشكال المختلفة للمهق اختلافا كبيرا حسب السكان، وهو أعلى بشكل عام في السكان المنحدرين من أصل أفريقي جنوبي الصحراء الكبرى. اليوم، يبلغ معدل انتشار المهق في أفريقيا جنوب الصحراء الكبرى حوالي 1 من كل 5000، بينما في أوروبا والولايات المتحدة هو 1 من كل 20000. تم الإبلاغ عن معدلات عالية تصل إلى 1 من كل 1000 لبعض السكان في زيمبابوي وأجزاء أخرى من الجنوب الأفريقي.
تُظهر بعض المجموعات العرقية والسكان في المناطق المعزولة قابلية عالية للإصابة بالمهق، ربما بسبب العوامل الوراثية. وتشمل هذه على وجه الخصوص دول كونا الأمريكية وزوني وهوبي (وبنما ونيو مكسيكو وأريزونا)؛ اليابان، حيث يوجد شكل واحد من المهق شائع بشكل غير عادي؛ وجزيرة أوكيريوي، التي يُظهر سكانها نسبة عالية جدًا من المهق.

## المجتمع والثقافة
من الناحية الجسدية، يعاني الأشخاص المصابون بالمهق عادةً من مشاكل بصرية ويحتاجون إلى الحماية من الشمس.

### اضطهاد المصابين بالمهق
غالبًا ما يواجه الأشخاص المصابون بالمهق تحديات اجتماعية وثقافية (وحتى التهديدات)، لأن الحالة غالبًا ما تكون مصدرًا للسخرية أو التمييز أو حتى الخوف والعنف. وهي موصومة اجتماعيا بشكل خاص في العديد من المجتمعات الأفريقية. 
ذكرت دراسة أجريت في نيجيريا على الأطفال البيض «أنهم عانوا من الاغتراب وتجنبوا التفاعلات الاجتماعية وكانوا أقل استقرارًا عاطفيًا. علاوة على ذلك، كان الأفراد المتضررون أقل احتمالا لإتمام الدراسة، والعثور على عمل، والعثور على شركاء». طوّرت العديد من الثقافات حول العالم معتقدات تتعلق بالأشخاص المصابين بالمهق.
في بلدان أفريقية مثل تنزانيا وبوروندي، كان هناك ارتفاع غير مسبوق في حالات القتل المرتبطة بالسحر للأشخاص المصابين بالمهق في السنوات الأخيرة، لأن أجزاء أجسادهم تُستخدم في الجرعات التي يبيعها الأطباء السحرة. وقعت العديد من الحوادث المصادق عليها في أفريقيا خلال القرن الحادي والعشرين. على سبيل المثال، في تنزانيا، في سبتمبر 2009، أدين ثلاثة رجال بقتل صبي أمهق يبلغ من العمر 14 عامًا وقطع ساقيه من أجل بيعهم لأغراض السحر. مرة أخرى في تنزانيا وبوروندي في عام 2010، تم الإبلاغ عن قتل وتقطيع طفل امهق مختطف، كجزء من مشكلة مستمرة. قدرت الجمعية الجغرافية الوطنية ومقرها الولايات المتحدة أن مجموعة كاملة من أجزاء الجسم البيضاء في تنزانيا تُباع بقيمة 75000 دولار أمريكي.
هناك اعتقاد ضار وزائف آخر هو أن ممارسة الجنس مع امرأة مهقاء سيشفي الرجل من فيروس نقص المناعة البشرية. وقد أدى ذلك، على سبيل المثال في زيمبابوي، إلى الاغتصاب (و الإصابة بفيروس نقص المناعة البشرية للنساء الماهقات).

### المهق في الثقافة الشعبية
من بين الأشخاص المصابين بالمهق شخصيات تاريخية مثل أكسفورد دون ويليام أرشيبالد سبونر؛ الممثل الكوميدي فيكتور فارنادو. موسيقيون مثل جوني وإدغار وينتر، وساليف كيتا، وينستون «يلمان» فوستر، الأخ علي، سيفوكا، هيرميتو باسكوال، ويلي «بيانو ريد» بيريمان، كلش كريمينيل؛ وعارضة الأزياء كوني تشيو وشون روس. يعتقد أن الإمبراطور سيني من اليابان كان أمهق لأنه قيل أنه ولد بشعر أبيض.

### اليوم العالمي للتوعية بالمهق
تم تأسيس اليوم العالمي للتوعية بالمهق بعد قبول اقتراح في 18 ديسمبر 2014 من قبل الجمعية العامة للأمم المتحدة، معلنا أنه اعتبارًا من عام 2015، سيعرف 13 يونيو باليوم الدولي للتوعية بالمهق. وأعقب ذلك ولاية أنشأها مجلس الأمم المتحدة لحقوق الإنسان عينت السيدة إيكبونووسا إرو، وهي من نيجيريا، كأول خبيرة مستقلة بشأن تمتع الأشخاص المصابين بالمهق بحقوق الإنسان.

## روابط خارجية
- دخول GeneReview / NCBI / NIH / UW على المهق العيني الجلدي النوع 2
- دخول GeneReview / NCBI / NIH / UW على المهق العيني الجلدي النوع 4